# Lindsay Monroe
Pour les articles homonymes, voir Monroe.
Lindsay Monroe est un personnage de fiction, héroïne de la série télévisée Les Experts : Manhattan. Le personnage est interprété par Anna Belknap.

## Biographie
Lindsay Monroe remplace Aiden Burn, limogée par Mac Taylor, et travaille en tant qu'expert scientifique. Arrivée au début de la saison 2, cette jeune femme plutôt athlétique vient du Montana où elle exerçait depuis trois ans. Elle réalise son rêve en allant vivre et travailler à New York. Elle est fan de football.
Prête à retrousser ses manches et désireuse d’apprendre, Lindsay offre un vent de fraîcheur à l’équipe. Danny Messer se moque souvent de son « origine provinciale ».
Lindsay a un secret qui la pousse à se donner à fond dans son travail qui constitue sa vraie passion. Dans la saison 3, Lindsay va réussir à se défaire de son secret en témoignant contre l'homme responsable de la mort de ses amies, alors qu'elle n'était encore qu'une adolescente, envoyant ainsi le coupable en prison. Elle assistera à son exécution dans la saison 9. 
Elle commence une liaison avec Danny Messer à la fin de la saison 3. Ils se marieront et auront une fille, Lucy (saison 5).
Lindsay est aussi courageuse pour sauver sa famille, elle n'hésite pas à abattre Shane Casey quand il est sur le point de tuer Danny et Lucy (saison 7).